# FC Nitra
FC Nitra – słowacki klub piłkarski z siedzibą w Nitrze występujący w Fortuna lidze.
Powstał w 1909 jako Nyitrai ÖTTSO (Nyitrai Önkéntes Tűzoltó Testület Sportosztálya). Klub kilkarotnie zmieniał nazwę. W 1911 na Nyitrai TVE, w 1919 na Nyitrai SC, w 1921 na SK Nitra, w 1923 AC Nitra, w 1948 Sokol Nitra, w 1949 ZSJ Sokol spojene zavody Nitra, a następnie ZK KP Nitra, w 1953 DSO Slavoj Nitra, w 1956 TJ Slovan Nitra. W 1966 powrócił do nazwy AC Nitra. W latach 1976–1990 TJ Plastika Nitra. Od 1990 występuje pod obecną nazwą.

## Sukcesy
Czechosłowacja
- I liga (1925–1993)
  - wicemistrzostwo (1): 1961/1962
  - 3. miejsce (1): 1988/1989
- 1. SNL (1969–1993)
  - mistrzostwo (3): 1978/1979, 1985/1986, 1991/1992

Słowacja
- 1. Liga (1993–)
  - Najlepsze miejsce: 3. – 2007/2008
- Puchar Słowacji (1961–)
  - finał (4): 1974/1975, 1982/1983, 1986/1987, 1990/1991
- 2. Liga (1993–)
  - mistrzostwo (3): 1994/1995, 1997/1998, 2004/2005
  - wicemistrzostwo (2): 2000/2001, 2016/2017

## Historyczne nazwy
- 1909 – Nyitrai ÖTTSO
- 1911 – Nyitrai TVE
- 1919 – Nyitrai SC
- 1921 – SK Nitra
- 1923 – AC Nitra
- 1948 – Sokol Nitra
- 1949 – ZSJ Sokol spojene zavody Nitra
- 1949 – ZK KP Nitra
- 1953 – DSO Slavoj Nitra
- 1956 – TJ Slovan Nitra
- 1966 – AC Nitra
- 1976 – TJ Plastika Nitra
- 1990 – FC Nitra

## Europejskie puchary
Legenda do wszystkich tabel:
- Q – runda eliminacyjna, 1/16, 1/8, 1/4, 1/2 – odpowiednia faza rozgrywek, Grupa – runda grupowa, 1r gr – pierwsza runda grupowa, 2r gr – druga runda grupowa, F – finał, R – runda, PO – play-off
- k. – rzuty karne, los. – losowanie, Dogr. – dogrywka, w. – zasada bramek strzelonych na wyjeździe

| Sezon   | Rozgrywki        | Runda | Przeciwnik      | Dom | Wyjazd | Ogólnie |
| ------- | ---------------- | ----- | --------------- | --- | ------ | ------- |
| 1989/90 | Puchar UEFA      | 1R    | 1. FC Köln      | 0–1 | 1–4    | 1–5     |
| 2006    | Puchar Intertoto | 1R    | CS Grevenmacher | 6–2 | 6–0    | 12–2    |
| 2006    | Puchar Intertoto | 2R    | Dnipro          | 2–1 | 0–2    | 2–3     |
| 2008    | Puchar Intertoto | 1R    | Neftçi PFK      | 3–1 | 0–2    | 3–3, w. |
| 2010/11 | Liga Europy      | 1Q    | ETO Győr        | 2–2 | 1–3    | 3–5     |

## Skład na sezon 2017/2018
| Nr | Poz. | Piłkarz                  |
| -- | ---- | ------------------------ |
| 1  | BR   | Dávid Šípoš              |
| 2  | OB   | Lukáš Fabiš              |
| 3  | OB   | Macdonald Ngwa Niba      |
| 5  | OB   | Richard Križan           |
| 6  | PO   | Tomáš Kóňa               |
| 7  | PO   | Aurélien Ngeyitala       |
| 9  | NA   | Róbert Valenta           |
| 10 | PO   | Andrej Fábry             |
| 11 | PO   | Ján Chovanec             |
| 12 | NA   | Dominik Guláš            |
| 13 | PO   | René Kotrík              |
| 14 | PO   | Miloš Šimončič (kapitan) |
| 15 | PO   | Andrej Ivančík           |

| Nr | Poz. | Piłkarz              |
| -- | ---- | -------------------- |
| 17 | PO   | Jaroslav Machovec    |
| 19 | PO   | Martin Macho         |
| 20 | NA   | Marek Fábry          |
| 21 | NA   | Wahagn Militosian    |
| 22 | OB   | Matúš Kuník          |
| 23 | OB   | Ondřej Vencl         |
| 25 | PO   | Patrik Abrahám       |
| 26 | NA   | Tomáš Vestenický     |
| 28 | OB   | Patrik Šurnovský     |
| 29 | PO   | Christián Steinhübel |
| 31 | BR   | Lukáš Hroššo         |
| 66 | PO   | Márius Charizopulos  |
| -- | OB   | Pavol Farkaš         |